# Fehérmájvirág
A fehérmájvirág (Parnassia palustris) a fehérmájvirágfélék (Parnassiaceae) családjába tartozó, Magyarországon védett, évelő növényfaj. Korábban a család tagjait a kőtörőfűfélékhez (Saxifragaceae) sorolták, ám a genetikai vizsgálatok szerint csak távoli rokonok. A nemzetség nevét a görög Parnasszosz-hegyről kapta. Népies neve tőzegboglár, ami jellemző élőhelyére (tőzegesedő láprétek) utal.

## Leírása

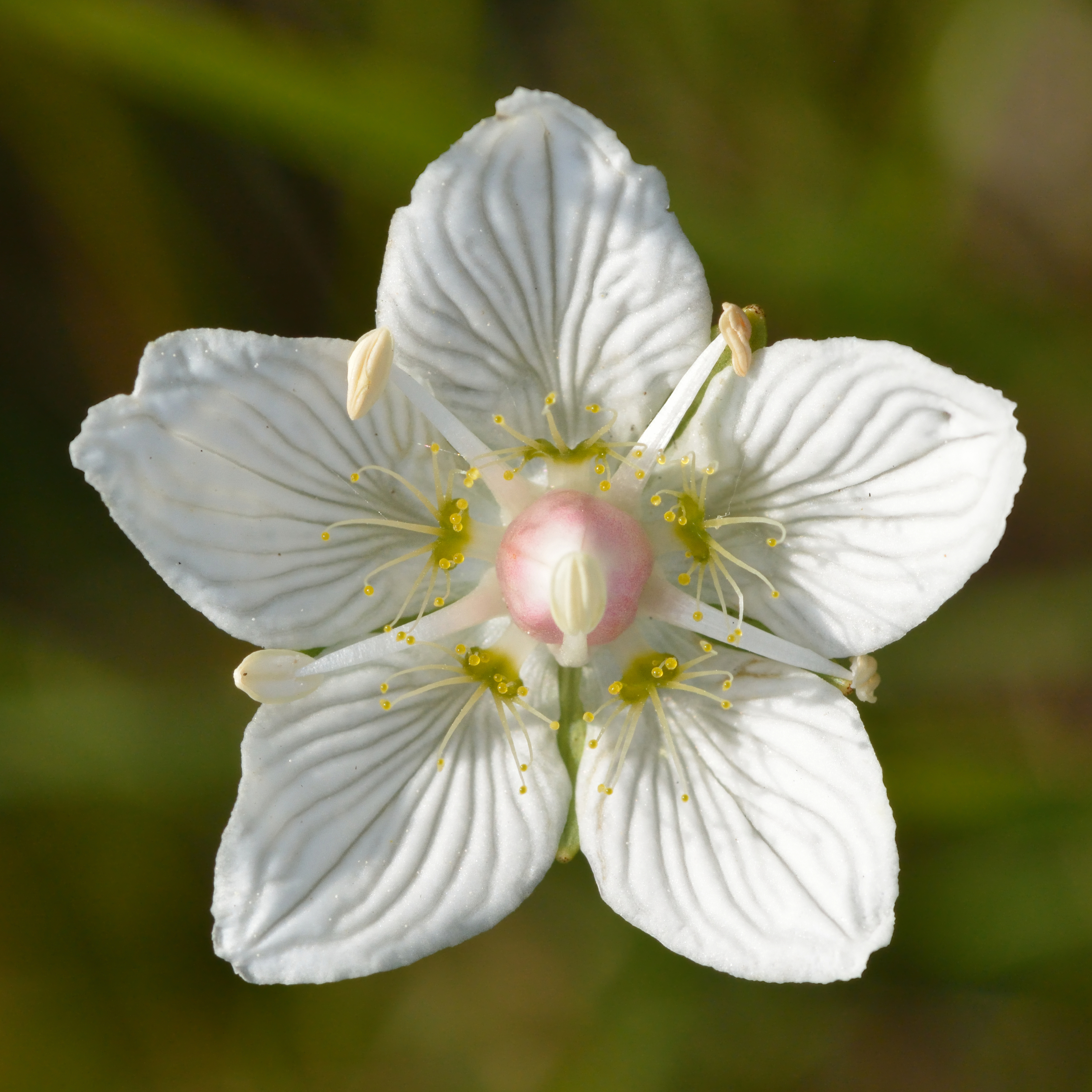
Fehérmájvirág

Szára egyszerű, 10–25 cm magas. Az egyetlen, szíves-tojásdad szárlevél az alsó harmadán öleli körül a szárat. Tőlevelei a szárlevélhez hasonló alakúak, de hosszú nyelük van. A nyár végétől az ősz elejéig virágzik, a virága magányos, végálló. A szirmok kb. 1 cm-esek, lilás rajzolatúak. A porzók egy része mirigyes végű, rojtosan hasogatott képletté alakult; virágában az 5 meddő porzót 5 valódi porzó veszi körül. Termése 4 kopácsú, sokmagvú toktermés.

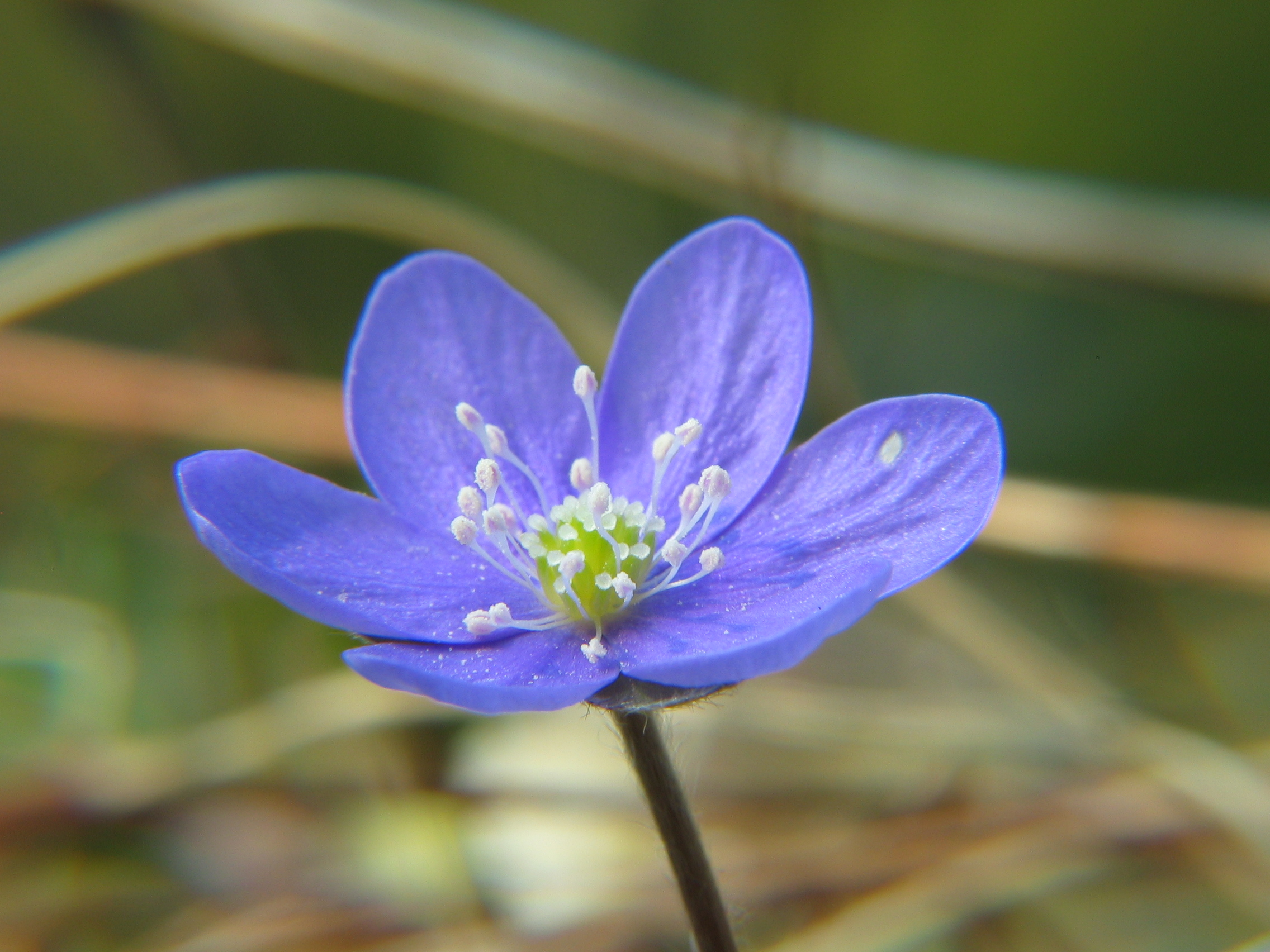
Nemes májvirág

Nevük ellenére nem áll közeli rokonságban a nemes májvirággal (Hepatica nobilis).

## Elterjedése
A növény cirkumpoláris elterjedésű. Megtalálhatjuk lápréteken, láptípusokban és hegyi réteken is.
Napjainkra hazánkban erősen megritkult. Tolna vármegyében két előfordulása ismert, ebből az egyik Paks határában a Cseresznyési-lápréteken van, valamint a Gödöllői-dombság területén él.